# 거트루드 에이버크롬비
거트루드 에이버크롬비(Gertrude Abercrombie, 1909년 2월 17일 ~ 1977년 7월 3일)는 미국의 여성 화가이며 레코드 재킷 디자이너이다.

## 생애
미국 텍사스주 오스틴의 독일계 이민 가정에서 출생하였고 미국 일리노이주 시카고에서 성장한 그녀는 1929년 화가로 화단에 첫 등단하였으며 1944년 레코드 재킷 디자이너 입문하였다.